# Sergej Parsjivljoek
Sergei Viktorovitsj Parsjivljoek (Russisch: Серге́й Викторович Паршивлюк) (Moskou, 18 maart 1989)  is een Russisch voetballer die bij voorkeur als rechtsback speelt. Hij stroomde in 2007 door vanuit de jeugd van Spartak Moskou.

## Clubcarrière
Parsjivljoek komt uit de jeugdacademie van Spartak Moskou. Hij begon als aanvaller, werd daarna rechtsmidden en werd uiteindelijk omgevormd tot rechtsachter. Hij debuteerde voor Spartak Moskou op 27 juli 2007 in de Premjer-Liga als invaller tegen Zenit Sint-Petersburg. Op 4 oktober 2007 debuteerde hij Europees in de UEFA Europa League tegen het Zweedse BK Häcken. Sindsdien speelde hij meer dan 100 wedstrijden voor Spartak Moskou.  Tijdens het seizoen 2012/13 kwam hij niet in actie wegens aanhoudende blessureproblemen.

## Interlandcarrière
Parsjivljoek behaalde elf caps voor Rusland -21. In oktober 2010 werd hij voor het Russisch voetbalelftal opgeroepen voor de  EK-kwalificatiewedstrijden tegen Macedonië en IJsland, maar hij kwam niet in actie.
2 Reabciuk ·
4 Duarte ·
5 Klassen ·
6 Babić ·
7 Sobolev ·
8 Moses ·
10 Promes ·
13 Lajkin ·
14 Dzjikija  ·
17 Zinkovsky ·
18 Oemjarov ·
19 Medina ·
22 Ignatov ·
23 Tsjernov ·
25 Proetsev ·
35 Martins ·
39 Maslov ·
47 Zobnin ·
57 Selichov ·
68 Litvinov ·
70 Meljosjin ·
77 Bongonda ·
82 Chloesevitsj ·
88 Svinov ·
97 Denisov ·
98 Maksimenko ·
Coach: Abascal